# هاري ماسي
هاري ستيوارت ويلسون ماسي (بالإنجليزية: Harrie Massey)‏ (16 مايو 1908 - 27 نوفمبر 1983) هو رياضياتي وفيزيائي أسترالي عمل بشكل أساسي في مجالات الفيزياء الذرية وفيزياء الغلاف الجوي.

## روابط خارجية
- هاري ماسي على موقع مونزينجر (الألمانية)
- هاري ماسي على موقع إن إن دي بي (الإنجليزية)